# Justicia refractifolia
Justicia refractifolia är en akantusväxtart som först beskrevs av Carl Ernst Otto Kuntze, och fick sitt nu gällande namn av Emery Clarence Leonard. Justicia refractifolia ingår i släktet Justicia och familjen akantusväxter. Inga underarter finns listade i Catalogue of Life.